# Becske
Becske – wieś i gmina w północnej części Węgier, w pobliżu miasta Balassagyarmat. Miejscowość leży na obszarze Średniogórza Północnowęgierskiego, w pobliżu granicy ze Słowacją. Administracyjnie należy do powiatu Balassagyarmat, wchodzącego w skład komitatu Nógrád.
Gmina Becske liczy 574 mieszkańców (2009) i zajmuje obszar 15,66 km².